# Looney Tunes und Merrie Melodies/Filmografie (1960–1969)
Dies ist eine Liste der Looney-Tunes- und Merrie-Melodies-Cartoons der Jahre 1960 bis 1969.

## Erläuterungen
- Hinweis: Für eine einfachere Übersicht, ohne die deutschsprachigen Veröffentlichungen, im jeweiligen Jahresabschnitt einmal auf „Nr.“ klicken.
- LT steht für die Looney-Tunes-Reihe, MM steht für die Merrie-Melodies-Reihe.
- Die Angabe „Letztauftritt“ bezieht sich nur auf die Kurzfilmauftritte.
- (C) steht für das Copyright-Datum.

## 1960
1960 wurden 20 Cartoons veröffentlicht, davon sind 9 Teil der Looney-Tunes-Reihe und 11 Teil der Merrie-Melodies-Reihe. Die Cartoons Leo, Silvester und das arme Mäuschen von Friz Freleng und High Note von Chuck Jones sollten eine Oscar-Nominierung erhalten. Alle Regisseure (Friz Freleng, Chuck Jones und Robert McKimson) waren bei beiden Reihen tätig.
| Nr. | Deutscher Titel                            | Originaltitel                 | Kinopremiere (USA) | Bekannte Charaktere                                    | LT/MM | Regie           | Anmerkungen                                                                                     |
| --- | ------------------------------------------ | ----------------------------- | ------------------ | ------------------------------------------------------ | ----- | --------------- | ----------------------------------------------------------------------------------------------- |
| 856 | Einfälle – Reinfälle                       | Fastest with the Mostest      | 19. Jan. 1960      | Road Runner & Wile E. Coyote                           | LT    | Chuck Jones     | Nicht zu verwechseln mit Einfälle und Reinfälle aus dem Jahr 1963 (OT: To Beep or Not to Beep). |
| ٴ· Deutschsprachige Veröffentlichung: als Einfälle – Reinfälle bei Warner Cartoons 2: Roadrunner & Willi Kojote (VHS, WB, 1989, 1990, 1993, 1996); als Einfälle/Reinfälle bei Bugs Bunnys Video Show 6 (VHS, WB, 1984), Bugs Bunny und seine Freunde 1 – Bildungslücken (VHS, WB, 1991); ohne dt. Titel bei Die schnellste Maus von Mexiko (Fernsehserie, Folge 7). |                                            |                               |                    |                                                        |       |                 |                                                                                                 |
| 857 | Speedy Gonzales überlistet Kater Silvester | West of the Pesos             | 23. Jan. 1960      | Sylvester, Speedy Gonzales                             | MM    | Robert McKimson |                                                                                                 |
| ٴ· Deutschsprachige Veröffentlichung: als Speedy Gonzales überlistet Kater Silvester (Super 8, Revue); ohne dt. Titel bei Die schnellste Maus von Mexiko (Fernsehserie, Folge 11). |                                            |                               |                    |                                                        |       |                 |                                                                                                 |
| 858 | Bugs Bunny – ’bittu Indianer?              | Horse Hare                    | 13. Feb. 1960      | Bugs Bunny, Yosemite Sam                               | LT    | Friz Freleng    |                                                                                                 |
| ٴ· Deutschsprachige Veröffentlichung: als Bugs Bunny – ’bittu Indianer? (Super 8, UFA, 1977); als Bugs bunny der Indianerschreck (Super 8, Piccolo, Revue); ohne dt. Titel bei Mein Name ist Hase (Fernsehserie, Folge 79). |                                            |                               |                    |                                                        |       |                 |                                                                                                 |
| 859 | –                                          | Wild Wild World               | 27. Feb. 1960      | –                                                      | MM    | Robert McKimson |                                                                                                 |
| 860 | –                                          | Goldimouse and the Three Cats | 19. Mär. 1960      | Sylvester, Sylvester Jr.                               | LT    | Friz Freleng    | Zweiter von zwei Sylvester-Jr.-Cartoons von Friz Freleng.                                       |
| ٴ· Deutschsprachige Veröffentlichung: ohne dt. Titel bei Bugs Bunny – Märchen aus 1001 Nacht (Film, 1982). |                                            |                               |                    |                                                        |       |                 |                                                                                                 |
| 861 | Das Interview                              | Person to Bunny               | 1. Apr. 1960       | Bugs Bunny, Daffy Duck, Elmer Fudd                     | MM    | Friz Freleng    | Letzter Elmer-Fudd-Cartoon von Friz Freleng.                                                    |
| ٴ· Deutschsprachige Veröffentlichung: als Das Interview bei Die Stars aus Space Jam – Daffy Duck (VHS, WB, 1997); ohne dt. Titel bei Mein Name ist Hase (Fernsehserie, Folge 9). |                                            |                               |                    |                                                        |       |                 |                                                                                                 |
| 862 | –                                          | Who Scent You?                | 23. Apr. 1960      | Pepé le Pew, Penelope Pussycat                         | LT    | Chuck Jones     |                                                                                                 |
| ٴ· Deutschsprachige Veröffentlichung: ohne dt. Titel bei Mein Name ist Hase (Fernsehserie, Folgen 63 und 100) |                                            |                               |                    |                                                        |       |                 |                                                                                                 |
| 863 | –                                          | Hyde and Go Tweet             | 14. Mai 1960 (C)   | Sylvester & Tweety                                     | MM    | Friz Freleng    |                                                                                                 |
| ٴ· Deutschsprachige Veröffentlichung: ohne dt. Titel bei Mein Name ist Hase (Fernsehserie, Folge 65), Daffy Duck’s Quackbusters (Film, 1988). |                                            |                               |                    |                                                        |       |                 |                                                                                                 |
| 864 | –                                          | Rabbit’s Feat                 | 4. Juni 1960       | Bugs Bunny, Wile E. Coyote                             | LT    | Chuck Jones     |                                                                                                 |
| ٴ· Deutschsprachige Veröffentlichung: ohne dt. Titel bei Mein Name ist Hase (Fernsehserie, Folge 15). |                                            |                               |                    |                                                        |       |                 |                                                                                                 |
| 865 | –                                          | Crockett-Doodle-Do            | 25. Juni 1960 (C)  | Foghorn Leghorn, Egghead Jr.                           | MM    | Robert McKimson | Letztauftritt von Egghead Jr.                                                                   |
| ٴ· Deutschsprachige Veröffentlichung: ohne dt. Titel bei Mein Name ist Hase (Fernsehserie, Folge 52). |                                            |                               |                    |                                                        |       |                 |                                                                                                 |
| 866 | Leo, Silvester und das arme Mäuschen       | Mouse and Garden              | 16. Juli 1960      | Sylvester, Sam Cat                                     | LT    | Friz Freleng    | Oscar-Nominierung (1961); Fortsetzung von Tweet, Tweet (OT: Trick or Tweet, 1959).              |
| ٴ· Deutschsprachige Veröffentlichung: als Leo, Silvester und das arme Mäuschen (Super 8, Piccolo); als Kater Sylvester und Leo, die Schlaumeier (Super 8, Revue); ohne dt. Titel bei Mein Name ist Hase (Fernsehserie, Folge 29). |                                            |                               |                    |                                                        |       |                 |                                                                                                 |
| 867 | –                                          | Ready, Woolen and Able        | 30. Juli 1960      | Ralph Wolf & Sam Sheepdog                              | MM    | Chuck Jones     |                                                                                                 |
| ٴ· Deutschsprachige Veröffentlichung: ohne dt. Titel bei Mein Name ist Hase (Fernsehserie, Folge 45). |                                            |                               |                    |                                                        |       |                 |                                                                                                 |
| 868 | –                                          | Mice Follies                  | 20. Aug. 1960      | Ralph Crumden, Ned Morton, Kurzauftritt: Alice Crumden | LT    | Robert McKimson | Letztauftritt von Ralph Crumden, Ned Morton und Alice Crumden.                                  |
| ٴ· Deutschsprachige Veröffentlichung: ohne dt. Titel bei Mein Name ist Hase (Fernsehserie, Folge 33). |                                            |                               |                    |                                                        |       |                 |                                                                                                 |
| 869 | Sam ärgere dich nicht                      | From Hare to Heir             | 3. Sep. 1960 (C)   | Bugs Bunny, Yosemite Sam                               | MM    | Friz Freleng    |                                                                                                 |
| ٴ· Deutschsprachige Veröffentlichung: als Sam ärgere dich nicht bei Bugs Bunny und Looney Tunes (Fernsehserie), Boomerangs Starparade (Fernsehserie, 2013); als Sam, ärgere dich nicht bei Bugs & Marvin – Mars macht mobil (VHS, WB, 1997); ohne dt. Titel bei Daffy Ducks fantastische Insel (Film, 1983), Mein Name ist Hase (Fernsehserie, Folge 80).           |                                            |                               |                    |                                                        |       |                 |                                                                                                 |
| 870 | Leghahn – Neues vom Hühnerhof              | The Dixie Fryer               | 24. Sep. 1960      | Foghorn Leghorn, Pappy & Elvis                         | MM    | Robert McKimson | Letztauftritt von Pappy und Elvis.                                                              |
| ٴ· Deutschsprachige Veröffentlichung: als Leghahn – Neues vom Hühnerhof (Super 8, UFA, 1977); ohne dt. Titel bei Mein Name ist Hase (Fernsehserie, Folge 49). |                                            |                               |                    |                                                        |       |                 |                                                                                                 |
| 871 | –                                          | Hopalong Casualty             | 8. Okt. 1960 (C)   | Road Runner & Wile E. Coyote                           | LT    | Chuck Jones     |                                                                                                 |
| ٴ· Deutschsprachige Veröffentlichung: ohne dt. Titel bei Die schnellste Maus von Mexiko (Fernsehserie, Folge 22). |                                            |                               |                    |                                                        |       |                 |                                                                                                 |
| 872 | –                                          | Trip for Tat                  | 29. Okt. 1960 (C)  | Sylvester & Tweety, Granny                             | MM    | Friz Freleng    |                                                                                                 |
| ٴ· Deutschsprachige Veröffentlichung: ohne dt. Titel bei Mein Name ist Hase (Fernsehserie, Folge 60). |                                            |                               |                    |                                                        |       |                 |                                                                                                 |
| 873 | –                                          | Dog Gone People               | 12. Nov. 1960      | Elmer Fudd                                             | MM    | Robert McKimson |                                                                                                 |
| ٴ· Deutschsprachige Veröffentlichung: ohne dt. Titel bei Mein Name ist Hase (Fernsehserie, Folge 50). |                                            |                               |                    |                                                        |       |                 |                                                                                                 |
| 874 | –                                          | High Note                     | 3. Dez. 1960 (C)   | –                                                      | LT    | Chuck Jones     | Oscar-Nominierung (1961).                                                                       |
| ٴ· Deutschsprachige Veröffentlichung: ohne dt. Titel bei Mein Name ist Hase (Fernsehserie, Folge 21). |                                            |                               |                    |                                                        |       |                 |                                                                                                 |
| 875 | Der Hasensprenger                          | Lighter Than Hare             | 17. Dez. 1960 (C)  | Bugs Bunny, Yosemite Sam                               | MM    | Friz Freleng    |                                                                                                 |
| ٴ· Deutschsprachige Veröffentlichung: als Der Hasensprenger bei Bugs Bunny und Looney Tunes (Fernsehserie), Boomerangs Starparade (Fernsehserie, 2013); als Hasen-Sprenger bei Bugs & Roadrunner – Ein rasender Hase (VHS, WB, 1997); als Bugs Bunny und die Marsmenschen (Dux-Kino, Markes & Co); ohne dt. Titel bei Mein Name ist Hase (Fernsehserie, Folge 66).  |                                            |                               |                    |                                                        |       |                 |                                                                                                 |

## 1961
1961 wurden 19 Cartoons veröffentlicht, davon sind 11 Teil der Looney-Tunes-Reihe und 8 Teil der Merrie-Melodies-Reihe. In diesem Jahr erschienen gleich drei Cartoons, die für den Oscar nominiert werden sollten – Der Rattenfänger von Guadeloupe mit Sylvester und Speedy Gonzales von Friz Freleng und Co-Regisseur Hawley Pratt, der Road-Runner- und Wile-E.-Coyote-Cartoon Allzeit Beep-Beep von Chuck Jones und Co-Regisseur Maurice Noble sowie Jones’ Werk Nelly’s Folly, das in Zusammenarbeit mit den Co-Regisseuren Abe Levitow und Maurice Noble entstand. Alle Regieführenden (Friz Freleng, Chuck Jones, Robert McKimson, Abe Levitow, Maurice Noble und Hawley Pratt) waren bei beiden Reihen tätig.
| Nr. | Deutscher Titel                              | Originaltitel                             | Kinopremiere (USA) | Bekannte Charaktere                                   | LT/MM | Regie                                             | Anmerkungen |
| --- | -------------------------------------------- | ----------------------------------------- | ------------------ | ----------------------------------------------------- | ----- | ------------------------------------------------- | --- |
| 876 | Speedy Gonzales – schnellste Maus von Mexico | Cannery Woe                               | 7. Jan. 1961       | Sylvester, Speedy Gonzales, Jose & Manuel (als Mäuse) | LT    | Robert McKimson                                   | |
| ٴ· Deutschsprachige Veröffentlichung: als Speedy Gonzales – schnellste Maus von Mexico (Super 8, UFA, 1977); ohne dt. Titel bei Die schnellste Maus von Mexiko (Fernsehserie, Folge 18). |                                              |                                           |                    |                                                       |       |                                                   | |
| 877 | Zischen und Schnauben                        | Zip ’N Snort                              | 21. Jan. 1961      | Road Runner & Wile E. Coyote                          | MM    | Chuck Jones                                       | |
| ٴ· Deutschsprachige Veröffentlichung: als Zischen und Schnauben bei Die Stars aus Space Jam – Roadrunner-Willi Kojote (VHS, WB, 1997); als Schnief und Schnauf bei Warner Cartoons 2: Roadrunner & Willi Kojote (VHS, WB, 1989, 1990, 1993, 1996); als Road Runner – Schnell wie der Blitz (Super 8, UFA, 1977); ohne dt. Titel bei Die schnellste Maus von Mexiko (Fernsehserie, Folge 9). |                                              |                                           |                    |                                                       |       |                                                   | |
| 878 | –                                            | Hoppy Daze                                | 11. Feb. 1961      | Sylvester, Hippety Hopper                             | LT    | Robert McKimson                                   | |
| ٴ· Deutschsprachige Veröffentlichung: ohne dt. Titel bei Mein Name ist Hase (Fernsehserie, Folgen 66 und 100). |                                              |                                           |                    |                                                       |       |                                                   | |
| 879 | –                                            | The Mouse on 57th Street                  | 25. Feb. 1961      | –                                                     | MM    | Chuck Jones                                       | |
| ٴ· Deutschsprachige Veröffentlichung: ohne dt. Titel bei Mein Name ist Hase (Fernsehserie, Folge 45). |                                              |                                           |                    |                                                       |       |                                                   | |
| 880 | Granateneier                                 | Strangled Eggs                            | 18. Mär. 1961      | Foghorn Leghorn, Henery Hawk, Miss Prissy             | MM    | Robert McKimson                                   | Letztauftritt von Henery Hawk und Letztauftritt von Miss Prissy bis 1980.                                                                          |
| ٴ· Deutschsprachige Veröffentlichung: als Granateneier bei Warner Cartoons 6: Foghorn Leghorn (VHS, WB, 1989, 1990, 1993, 1996); ohne dt. Titel bei Mein Name ist Hase (Fernsehserie, Folge 24). |                                              |                                           |                    |                                                       |       |                                                   | |
| 881 | Sylvester Junior                             | Birds of a Father                         | 1. Apr. 1961       | Sylvester, Sylvester Jr.                              | LT    | Robert McKimson                                   | |
| ٴ· Deutschsprachige Veröffentlichung: als Sylvester Junior bei Bugs Bunnys Video Show 4 (VHS, WB, 1984); ohne dt. Titel bei Mein Name ist Hase (Fernsehserie, Folge 26). |                                              |                                           |                    |                                                       |       |                                                   | |
| 882 | –                                            | D’ Fightin’ Ones                          | 22. Apr. 1961      | Sylvester                                             | MM    | Friz Freleng                                      | |
| ٴ· Deutschsprachige Veröffentlichung: ohne dt. Titel bei Die schnellste Maus von Mexiko (Fernsehserie, Folge 17). |                                              |                                           |                    |                                                       |       |                                                   | |
| 883 | Der Schneehase                               | The Abominable Snow Rabbit                | 20. Mai 1961 (C)   | Bugs Bunny, Daffy Duck, Hugo the Abominable Snowman   | LT    | Chuck Jones Co-Regie: Maurice Noble               | Letzter Daffy-Duck-Cartoon von Chuck Jones bis 1980; erste Co-Regie von Maurice Noble; einziger Auftritt von Hugo the Abominable Snowman bis 1980. |
| ٴ· Deutschsprachige Veröffentlichung: als Der Schneehase bei Bugs & Daffy – Auf die Ente, fertig, los (VHS, WB, 1997), Bugs Bunny und Looney Tunes (Fernsehserie), Boomerangs Starparade (Fernsehserie, 2013); ohne dt. Titel bei Mein Name ist Hase (Fernsehserie, Folgen 2 und 64), Daffy Duck’s Quackbusters (Film, 1988).                                                               |                                              |                                           |                    |                                                       |       |                                                   | |
| 884 | Die Jagd im Canyon                           | Lickety-Splat                             | 3. Juni 1961       | Road Runner & Wile E. Coyote                          | LT    | Chuck Jones Co-Regie: Abe Levitow                 | |
| ٴ· Deutschsprachige Veröffentlichung: als Die Jagd im Canyon bei Bugs Bunnys Video Show 11 (VHS, WB, 1984); ohne dt. Titel bei Die schnellste Maus von Mexiko (Fernsehserie, Folge 20). |                                              |                                           |                    |                                                       |       |                                                   | |
| 885 | Schneekatze                                  | A Scent of the Matterhorn                 | 24. Juni 1961 (C)  | Pepé le Pew, Penelope Pussycat                        | LT    | Chuck Jones                                       | |
| ٴ· Deutschsprachige Veröffentlichung: als Schneekatze bei Bugs Bunnys Video Show 9 (VHS, WB, 1984), Warner Cartoons 3: Pepe das Stinktier (VHS, WB, 1989, 1990, 1993); ohne dt. Titel bei Die schnellste Maus von Mexiko (Fernsehserie, Folge 19). |                                              |                                           |                    |                                                       |       |                                                   | |
| 886 | –                                            | The Rebel Without Claws                   | 15. Juli 1961 (C)  | Sylvester & Tweety                                    | LT    | Friz Freleng                                      | |
| ٴ· Deutschsprachige Veröffentlichung: ohne dt. Titel bei Die schnellste Maus von Mexiko (Fernsehserie, Folge 8). |                                              |                                           |                    |                                                       |       |                                                   | |
| 887 | –                                            | Compressed Hare                           | 29. Juli 1961 (C)  | Bugs Bunny, Wile E. Coyote                            | MM    | Chuck Jones Co-Regie: Maurice Noble               | |
| ٴ· Deutschsprachige Veröffentlichung: ohne dt. Titel bei Mein Name ist Hase (Fernsehserie, Folge 10). |                                              |                                           |                    |                                                       |       |                                                   | |
| 888 | Der Rattenfänger von Guadeloupe              | The Pied Piper of Guadalupe               | 19. Aug. 1961 (C)  | Sylvester, Speedy Gonzales                            | LT    | Friz Freleng Co-Regie: Hawley Pratt               | Oscar-Nominierung (1962); erste Co-Regie von Hawley Pratt.                                                                                         |
| ٴ· Deutschsprachige Veröffentlichung: als Der Rattenfänger von Guadeloupe bei Warner Cartoons 7: Speedy Gonzales (VHS, WB, 1989, 1990, 1993); als Silvester + Speedy – Alles Käse! (Super 8, UFA, 1977); als Silvester der Rattenfänger (Super 8, Piccolo); ohne dt. Titel bei Bugs Bunny – Märchen aus 1001 Nacht (Film, 1982), Die schnellste Maus von Mexiko (Fernsehserie, Folge 4).    |                                              |                                           |                    |                                                       |       |                                                   | |
| 889 | Der wahnsinnige Wikinger                     | Prince Violent (TV-Titel: Prince Varmint) | 2. Sep. 1961       | Bugs Bunny, Yosemite Sam                              | LT    | Friz Freleng Co-Regie: Hawley Pratt               | |
| ٴ· Deutschsprachige Veröffentlichung: als Der wahnsinnige Wikinger bei Warner Cartoons 1: Bugs Bunny (VHS, WB, 1989, 1990, 1993); ohne dt. Titel bei Mein Name ist Hase (Fernsehserie, Folge 36). |                                              |                                           |                    |                                                       |       |                                                   | |
| 890 | Daffys Saloon                                | Daffy’s Inn Trouble                       | 23. Sep. 1961 (C)  | Schweinchen Dick, Daffy Duck                          | LT    | Robert McKimson                                   | Letzter Schweinchen-Dick-Cartoon von Robert McKimson; mit Realszene.                                                                               |
| ٴ· Deutschsprachige Veröffentlichung: als Daffys Saloon bei Bugs & Daffy – Auf die Ente, fertig, los (VHS, WB, 1997); als Konkurrenz belebt das Geschäft bei Daffy Duck 2 (VHS, WB, 1993); ohne dt. Titel bei Mein Name ist Hase (Fernsehserie, Folge 76). |                                              |                                           |                    |                                                       |       |                                                   | |
| 891 | Elmer + Leo – Rette sich, wer kann!          | What’s My Lion?                           | 21. Okt. 1961 (C)  | Elmer Fudd                                            | LT    | Robert McKimson                                   | Letzter Elmer-Fudd-Cartoon von Robert McKimson. |
| ٴ· Deutschsprachige Veröffentlichung: als Elmer + Leo – Rette sich, wer kann! (Super 8, UFA, 1977); ohne dt. Titel bei Mein Name ist Hase (Fernsehserie, Folge 54). |                                              |                                           |                    |                                                       |       |                                                   | |
| 892 | Allzeit Beep-Beep                            | Beep Prepared                             | 11. Nov. 1961 (C)  | Road Runner & Wile E. Coyote                          | MM    | Chuck Jones Co-Regie: Maurice Noble               | Oscar-Nominierung (1962). |
| ٴ· Deutschsprachige Veröffentlichung: als Allzeit Beep-Beep bei Bugs Bunny und Looney Tunes (Fernsehserie), Boomerangs Starparade (Fernsehserie, 2013); als Allzeit Beep Beep! bei Bugs & Roadrunner – Ein rasender Hase (VHS, WB, 1997); als Karl der Coyote – Wer wagt, gewinnt (Super 8, UFA, 1977).                                                                                     |                                              |                                           |                    |                                                       |       |                                                   | |
| 893 | Der Mörder ist immer der Kater               | The Last Hungry Cat                       | 2. Dez. 1961 (C)   | Sylvester & Tweety, Granny                            | MM    | Friz Freleng Co-Regie: Hawley Pratt               | |
| ٴ· Deutschsprachige Veröffentlichung: als Der Mörder ist immer der Kater bei Looney Tunes Collection: All-Stars Volume 4 (DVD, WB, 2007). |                                              |                                           |                    |                                                       |       |                                                   | |
| 894 | –                                            | Nelly’s Folly                             | 30. Dez. 1961 (C)  | –                                                     | MM    | Chuck Jones Co-Regie: Abe Levitow & Maurice Noble | Oscar-Nominierung (1962). |
| ٴ· Deutschsprachige Veröffentlichung: ohne dt. Titel bei Die schnellste Maus von Mexiko (Fernsehserie, Folge 4). |                                              |                                           |                    |                                                       |       |                                                   | |

## 1962
1962 wurden 16 Cartoons veröffentlicht, davon sind 9 Teil der Looney-Tunes-Reihe und 7 Teil der Merrie-Melodies-Reihe. Elmer Fudd und Pepé le Pew hatten ihre letzten Auftritte in der klassischen Looney-Tunes- und Merrie-Melodies-Cartoon-Ära (1929–1969). Yosemite Sam war in Friz Frelengs Honey’s Money erstmals in einer alleinigen Hauptrolle zu sehen. Im Bereich Regie wurde mit dem Daffy-Duck-Cartoon Krokodilstränen erstmals seit 1949 wieder ein Kurzfilm von Animator Arthur Davis veröffentlicht, der diese Tätigkeit jedoch erst wieder 1980 verrichten sollte. Auch erschien Abe Levitows letzte Regiearbeit für die Looney-Tunes- und Merrie-Melodies-Kurzfilme. Die Regieführenden Friz Freleng, Chuck Jones, Robert McKimson, Maurice Noble und Hawley Pratt waren bei beiden Reihen tätig.
| Nr. | Deutscher Titel                     | Originaltitel           | Kinopremiere (USA) | Bekannte Charaktere                            | LT/MM | Regie                                             | Anmerkungen |
| --- | ----------------------------------- | ----------------------- | ------------------ | ---------------------------------------------- | ----- | ------------------------------------------------- | --- |
| 895 | –                                   | Wet Hare                | 20. Jan. 1962 (C)  | Bugs Bunny, Blacque Jacque Shellacque          | LT    | Robert McKimson                                   | Letztauftritt von Blacque Jacque Shellacque.                                                                           |
| ٴ· Deutschsprachige Veröffentlichung: ohne dt. Titel bei Mein Name ist Hase (Fernsehserie, Folge 52). |                                     |                         |                    |                                                |       |                                                   | |
| 896 | Sheepdog – Der doofe Schafskopf     | A Sheep in the Deep     | 10. Feb. 1962 (C)  | Ralph Wolf & Sam Sheepdog                      | MM    | Chuck Jones Co-Regie: Maurice Noble               | |
| ٴ· Deutschsprachige Veröffentlichung: als Sheepdog – Der doofe Schafskopf (Super 8, UFA, 1977); als Foxy der Schafräuber (Dux-Kino, Markes & Co); ohne dt. Titel bei Bugs Bunny – Märchen aus 1001 Nacht (Film, 1982, nur in frühen TV-Ausstrahlungen gezeigt), Mein Name ist Hase (Fernsehserie, Folge 93).                                                               |                                     |                         |                    |                                                |       |                                                   | |
| 897 | Silvesters Abenteuer am Meeresgrund | Fish and Slips          | 10. Mär. 1962 (C)  | Sylvester, Sylvester Jr.                       | LT    | Robert McKimson                                   | |
| ٴ· Deutschsprachige Veröffentlichung: als Silvesters Abenteuer am Meeresgrund (Super 8, Piccolo); als Abenteuer am Meeresgrund (Super 8, Eumig); ohne dt. Titel bei Mein Name ist Hase (Fernsehserie, Folge 80). |                                     |                         |                    |                                                |       |                                                   | |
| 898 | Krokodilstränen                     | Quackodile Tears        | 31. Mär. 1962 (C)  | Daffy Duck                                     | MM    | Arthur Davis                                      | Erste Regie von Arthur Davis seit 1949 und letzte Regie von Arthur Davis bis 1980.                                     |
| ٴ· Deutschsprachige Veröffentlichung: als Krokodilstränen bei Bugs Bunnys Video Show 5 (VHS, WB, 1984), 50 Jahre Daffy Duck (VHS, WB, 1988), Bugs Bunny und seine Freunde 4 – Wo die Liebe hinfällt (VHS, WB, 1991). |                                     |                         |                    |                                                |       |                                                   | |
| 899 | –                                   | Crows’ Feat             | 21. Apr. 1962      | Jose & Manuel, Kurzauftritt: Elmer Fudd        | MM    | Friz Freleng Co-Regie: Hawley Pratt               | Letztauftritt von Elmer Fudd bis 1979.                                                                                 |
| ٴ· Deutschsprachige Veröffentlichung: ohne dt. Titel bei Mein Name ist Hase (Fernsehserie, Folge 88), Die schnellste Maus von Mexiko (Fernsehserie). |                                     |                         |                    |                                                |       |                                                   | |
| 900 | Speedy Gonzales, der Lebensretter   | Mexican Boarders        | 12. Mai 1962 (C)   | Sylvester, Speedy Gonzales, Slowpoke Rodriguez | LT    | Friz Freleng Co-Regie: Hawley Pratt               | Letztauftritt von Slowpoke Rodriguez.                                                                                  |
| ٴ· Deutschsprachige Veröffentlichung: als Speedy Gonzales, der Lebensretter (Super 8, Revue); ohne dt. Titel bei Bugs Bunny – Märchen aus 1001 Nacht (Film, 1982), Die schnellste Maus von Mexiko (Fernsehserie, Folge 6). |                                     |                         |                    |                                                |       |                                                   | |
| 901 | Hasenrezept                         | Bill of Hare            | 9. Juni 1962 (C)   | Bugs Bunny, Taz                                | MM    | Robert McKimson                                   | |
| ٴ· Deutschsprachige Veröffentlichung: als Hasenrezept bei Die Stars aus Space Jam – Tasmanischer Teufel (VHS, WB, 1997); ohne dt. Titel bei Mein Name ist Hase (Fernsehserie, Folge 81). |                                     |                         |                    |                                                |       |                                                   | |
| 902 | –                                   | Zoom at the Top         | 30. Juni 1962 (C)  | Road Runner & Wile E. Coyote                   | MM    | Chuck Jones Co-Regie: Maurice Noble               | |
| ٴ· Deutschsprachige Veröffentlichung: ohne dt. Titel bei Die schnellste Maus von Mexiko (Fernsehserie, Folge 1). |                                     |                         |                    |                                                |       |                                                   | |
| 903 | –                                   | The Slick Chick         | 21. Juli 1962      | Foghorn Leghorn                                | LT    | Robert McKimson                                   | |
| ٴ· Deutschsprachige Veröffentlichung: ohne dt. Titel bei Mein Name ist Hase (Fernsehserie, Folge 50). |                                     |                         |                    |                                                |       |                                                   | |
| 904 | Liebe im Louvre                     | Louvre Come Back to Me! | 18. Aug. 1962      | Pepé le Pew, Penelope Pussycat, Claude Cat     | LT    | Chuck Jones Co-Regie: Maurice Noble               | Letztauftritt von Pepé le Pew bis 1979 und Letztauftritt von Penelope Pussycat bis 1995; Letztauftritt von Claude Cat. |
| ٴ· Deutschsprachige Veröffentlichung: als Liebe im Louvre bei Bugs Bunnys Video Show 5 (VHS, WB, 1984), Warner Cartoons 3: Pepe das Stinktier (VHS, WB, 1989, 1990, 1993), Bugs Bunny und seine Freunde 4 – Wo die Liebe hinfällt (VHS, WB, 1991); ohne dt. Titel bei Daffy Ducks fantastische Insel (Film, 1983), Die schnellste Maus von Mexiko (Fernsehserie, Folge 1). |                                     |                         |                    |                                                |       |                                                   | |
| 905 | –                                   | Honey’s Money           | 1. Sep. 1962 (C)   | Yosemite Sam                                   | MM    | Friz Freleng                                      | Einziger Solo-Yosemite-Sam-Cartoon.                                                                                    |
| ٴ· Deutschsprachige Veröffentlichung: ohne dt. Titel bei Mein Name ist Hase (Fernsehserie, Folge 48). |                                     |                         |                    |                                                |       |                                                   | |
| 906 | Ein Käfig voller Düsen              | The Jet Cage            | 22. Sep. 1962 (C)  | Sylvester & Tweety, Granny                     | LT    | Friz Freleng                                      | Letzter Tweety-Cartoon von Friz Freleng bis 1979.                                                                      |
| ٴ· Deutschsprachige Veröffentlichung: als Ein Käfig voller Düsen bei Bugs & Tweety – Miezekatzenjammer (VHS, WB, 1997); als Tweety der Pilot (Super 8, Piccolo); ohne dt. Titel bei Mein Name ist Hase (Fernsehserie, Folge 76). |                                     |                         |                    |                                                |       |                                                   | |
| 907 | –                                   | Mother Was a Rooster    | 20. Okt. 1962 (C)  | Foghorn Leghorn, Barnyard Dawg                 | MM    | Robert McKimson                                   | |
| ٴ· Deutschsprachige Veröffentlichung: ohne dt. Titel bei Mein Name ist Hase (Fernsehserie, Folge 38). |                                     |                         |                    |                                                |       |                                                   | |
| 908 | –                                   | Good Noose              | 10. Nov. 1962 (C)  | Daffy Duck                                     | LT    | Robert McKimson                                   | |
| ٴ· Deutschsprachige Veröffentlichung: ohne dt. Titel bei Mein Name ist Hase (Fernsehserie, Folge 54). |                                     |                         |                    |                                                |       |                                                   | |
| 909 | Hasenpfeffer                        | Shishkabugs             | 8. Dez. 1962 (C)   | Bugs Bunny, Yosemite Sam                       | LT    | Friz Freleng                                      | |
| ٴ· Deutschsprachige Veröffentlichung: als Hasenpfeffer bei Bugs & Speedy – Appetit ohne Grenzen (VHS, WB, 1997); ohne dt. Titel bei Mein Name ist Hase (Fernsehserie, Folge 95). |                                     |                         |                    |                                                |       |                                                   | |
| 910 | –                                   | Martian Through Georgia | 29. Dez. 1962      | –                                              | LT    | Chuck Jones & Abe Levitow Co-Regie: Maurice Noble | Letzte Regie von Abe Levitow.                                                                                          |
| ٴ· Deutschsprachige Veröffentlichung: ohne dt. Titel bei Mein Name ist Hase (Fernsehserie, Folge 53). |                                     |                         |                    |                                                |       |                                                   | |

## 1963
1963 wurden 16 Cartoons veröffentlicht, davon sind 4 Teil der Looney-Tunes-Reihe und 12 Teil der Merrie-Melodies-Reihe, in der Marvin der Marsmensch seinen letzten Auftritt in der klassischen Looney-Tunes- und Merrie-Melodies-Cartoon-Ära (1929–1969) hatte. In diesem Jahr wurde der Cartoon Now Hear This veröffentlicht, der unter Verantwortung von Chuck Jones und Co-Regisseur Maurice Noble entstand und eine Oscar-Nominierung erhielt. Im Bereich Regie kam es mit Ted Bonnicksen, Phil Monroe und Richard Thompson, die für beide Reihen schon vorher als Animatoren tätig waren, zu gleich drei kurzfristigen Neuzugängen. Bonnicksen führte als Co-Regisseur von Robert McKimsons Daffys schnelle Beute nur ein einziges Mal Regie. Monroes und Thompsons Regiepremiere erfolgte durch den Cartoon Woolen Under Where, der das Figuren-Duo Ralph Wolf und Sam Sheepdog zeigt, wobei es Thompsons einzige Regie in einem Kurzfilm bleiben sollte. Die Regieführenden Friz Freleng, Chuck Jones, Robert McKimson und Maurice Noble waren bei beiden Reihen tätig.
| Nr. | Deutscher Titel        | Originaltitel          | Kinopremiere (USA) | Bekannte Charaktere                                     | LT/MM | Regie                                    | Anmerkungen |
| --- | ---------------------- | ---------------------- | ------------------ | ------------------------------------------------------- | ----- | ---------------------------------------- | --- |
| 911 | –                      | I Was a Teenage Thumb  | 19. Jan. 1963      | –                                                       | MM    | Chuck Jones Co-Regie: Maurice Noble      | |
| ٴ· Deutschsprachige Veröffentlichung: ohne dt. Titel bei Mein Name ist Hase (Fernsehserie, Folge 44). |                        |                        |                    |                                                         |       |                                          | |
| 912 | –                      | Devil’s Feud Cake      | 9. Feb. 1963 (C)   | Bugs Bunny, Yosemite Sam, Teufel                        | MM    | Friz Freleng                             | Kompilationsfilm, der Ausschnitte aus Bugs Bunny der Bruchpilot (OT: Hare Lift, 1952), Das Kampfkarnickel (OT: Roman Legion-Hare, 1955) und Bugs Bunny ist der Größte (OT: Sahara Hare, 1955) enthält; letzter Yosemite-Sam-Cartoon von Friz Freleng bis 1979. |
| ٴ· Deutschsprachige Veröffentlichung: ohne dt. Titel bei Der total verrückte Bugs Bunny Film (Film, 1981), Mein Name ist Hase (Fernsehserie, Folge 8). |                        |                        |                    |                                                         |       |                                          | |
| 913 | Daffys schnelle Beute  | Fast Buck Duck         | 9. Mär. 1963 (C)   | Daffy Duck                                              | MM    | Robert McKimson Co-Regie: Ted Bonnicksen | Einzige Co-Regie von Ted Bonnicksen. |
| ٴ· Deutschsprachige Veröffentlichung: als Daffys schnelle Beute bei Warner Cartoons 9: Daffy Duck (VHS, WB, 1989, 1990, 1993); ohne dt. Titel bei Mein Name ist Hase (Fernsehserie, Folge 83). |                        |                        |                    |                                                         |       |                                          | |
| 914 | Millionenspiel         | The Million Hare       | 6. Apr. 1963       | Bugs Bunny, Daffy Duck                                  | LT    | Robert McKimson                          | |
| ٴ· Deutschsprachige Veröffentlichung: als Millionenspiel bei Bugs & Daffy – Auf die Ente, fertig, los (VHS, WB, 1997), Bugs Bunny und Looney Tunes (Fernsehserie); ohne dt. Titel bei Mein Name ist Hase (Fernsehserie, Folge 5). |                        |                        |                    |                                                         |       |                                          | |
| 915 | Der Katzentanz         | Mexican Cat Dance      | 20. Apr. 1963      | Sylvester, Speedy Gonzales                              | LT    | Friz Freleng                             | Die Handlung und die Anfangsszene stammen aus dem Cartoon Olé, Torero! (OT: Bully for Bugs, 1953). |
| ٴ· Deutschsprachige Veröffentlichung: als Der Katzentanz bei Bugs Bunny und Looney Tunes (Fernsehserie), Boomerangs Starparade (Fernsehserie); als Speedy Gonzales – Viva Pussy-Kato. (Super 8, UFA, 1977); ohne dt. Titel bei Die schnellste Maus von Mexiko (Fernsehserie, Folge 10).                                                                             |                        |                        |                    |                                                         |       |                                          | |
| 916 | –                      | Now Hear This          | 27. Apr. 1963      | Kurzauftritt: Teufel                                    | LT    | Chuck Jones Co-Regie: Maurice Noble      | Oscar-Nominierung (1963). |
| 917 | –                      | Woolen Under Where     | 11. Mai 1963 (C)   | Ralph Wolf & Sam Sheepdog                               | MM    | Phil Monroe & Richard Thompson           | Erste Regie von Phil Monroe; einzige Regie von Richard Thompson; Letztauftritt von Ralph Wolf und Letztauftritt von Sam Sheepdog bis 1995. |
| ٴ· Deutschsprachige Veröffentlichung: ohne dt. Titel bei Mein Name ist Hase (Fernsehserie, Folge 76). |                        |                        |                    |                                                         |       |                                          | |
| 918 | –                      | Hare-Breadth Hurry     | 8. Juni 1963 (C)   | Bugs Bunny, Wile E. Coyote                              | LT    | Chuck Jones Co-Regie: Maurice Noble      | |
| ٴ· Deutschsprachige Veröffentlichung: ohne dt. Titel bei Mein Name ist Hase (Fernsehserie, Folge 43). |                        |                        |                    |                                                         |       |                                          | |
| 919 | –                      | Banty Raids            | 29. Juni 1963      | Foghorn Leghorn, Barnyard Dawg                          | MM    | Robert McKimson                          | Letztauftritt von Barnyard Dawg bis 1995. |
| ٴ· Deutschsprachige Veröffentlichung: ohne dt. Titel bei Daffy Ducks fantastische Insel (Film, 1983), Mein Name ist Hase (Fernsehserie, Folge 72). |                        |                        |                    |                                                         |       |                                          | |
| 920 | Chili Con Kater        | Chili Weather          | 17. Aug. 1963      | Sylvester, Speedy Gonzales                              | MM    | Friz Freleng                             | dt. Alternativtitel: Chili Konkater |
| ٴ· Deutschsprachige Veröffentlichung: als Chili Con Kater bei Bugs & Speedy – Appetit ohne Grenzen (VHS, WB, 1997); ohne dt. Titel bei Die schnellste Maus von Mexiko (Fernsehserie, Folge 21). |                        |                        |                    |                                                         |       |                                          | |
| 921 | Die Unaussprechlichen  | The Unmentionables     | 7. Sep. 1963 (C)   | Bugs Bunny, Rocky & Mugsy                               | MM    | Friz Freleng                             | Letzter Bugs-Bunny-Cartoon von Friz Freleng bis 1979; Letztauftritt von Rocky und Letztauftritt von Mugsy bis 1995. |
| ٴ· Deutschsprachige Veröffentlichung: als Die Unaussprechlichen bei Bugs & Roadrunner – Ein rasender Hase (VHS, WB, 1997), Bugs Bunny und Looney Tunes (Fernsehserie), Boomerangs Starparade (Fernsehserie, 2013); ohne dt. Titel bei Der total verrückte Bugs Bunny Film (Film, 1981), Mein Name ist Hase (Fernsehserie, Folge 18).                                |                        |                        |                    |                                                         |       |                                          | |
| 922 | –                      | Aqua Duck              | 28. Sep. 1963 (C)  | Daffy Duck                                              | MM    | Robert McKimson                          | |
| ٴ· Deutschsprachige Veröffentlichung: ohne dt. Titel bei Mein Name ist Hase (Fernsehserie, Folge 88), Die schnellste Maus von Mexiko (Fernsehserie). |                        |                        |                    |                                                         |       |                                          | |
| 923 | Marshäschen            | Mad as a Mars Hare     | 19. Okt. 1963      | Bugs Bunny, Marvin der Marsmensch                       | MM    | Chuck Jones Co-Regie: Maurice Noble      | Letztauftritt von Marvin der Marsmensch bis 1980. |
| ٴ· Deutschsprachige Veröffentlichung: als Marshäschen bei Bugs Bunny und Looney Tunes (Fernsehserie), Boomerangs Starparade (Fernsehserie, 2013); als Mars-Häschen bei Bugs & Marvin – Mars macht mobil (VHS, WB, 1997); ohne dt. Titel bei Mein Name ist Hase (Fernsehserie, Folge 6).                                                                             |                        |                        |                    |                                                         |       |                                          | |
| 924 | –                      | Claws in the Lease     | 9. Nov. 1963       | Sylvester, Sylvester Jr.                                | MM    | Robert McKimson                          | |
| ٴ· Deutschsprachige Veröffentlichung: ohne dt. Titel bei Mein Name ist Hase (Fernsehserie, Folge 58). |                        |                        |                    |                                                         |       |                                          | |
| 925 | –                      | Transylvania 6-5000    | 30. Nov. 1963      | Bugs Bunny, Count Bloodcount, Kurzauftritt: Witch Hazel | MM    | Chuck Jones Co-Regie: Maurice Noble      | Letzter Bugs-Bunny-Cartoon von Chuck Jones bis 1980. |
| ٴ· Deutschsprachige Veröffentlichung: ohne dt. Titel bei Mein Name ist Hase (Fernsehserie, Folge 56), Daffy Duck’s Quackbusters (Film, 1988). |                        |                        |                    |                                                         |       |                                          | |
| 926 | Einfälle und Reinfälle | To Beep or Not to Beep | 28. Dez. 1963      | Road Runner & Wile E. Coyote                            | MM    | Chuck Jones Co-Regie: Maurice Noble      | Teil des Pilotfilms Adventures of the Road-Runner; nicht zu verwechseln mit Einfälle – Reinfälle aus dem Jahr 1960 (OT: Fastest with the Mostest). |
| ٴ· Deutschsprachige Veröffentlichung: als Einfälle und Reinfälle bei Bugs Bunny und Looney Tunes (Fernsehserie), Looney Tunes Collection: All-Stars Volume 4 (DVD, WB, 2007); als Beepen oder nicht beepen bei Warner Cartoons 2: Roadrunner & Willi Kojote (VHS, WB, 1989, 1990, 1993); ohne dt. Titel bei Die schnellste Maus von Mexiko (Fernsehserie, Folge 6). |                        |                        |                    |                                                         |       |                                          | |

## 1964
1964 wurden 13 Cartoons veröffentlicht, davon sind 9 Teil der Looney-Tunes-Reihe und 4 Teil der Merrie-Melodies-Reihe. In diesem Jahr hatten die Figuren Bugs Bunny, Foghorn Leghorn, Tweety, Yosemite Sam und Taz ihre letzten Auftritte in der klassischen Looney-Tunes- und Merrie-Melodies-Cartoon-Ära (1929–1969). Von Chuck Jones wurde nur noch ein Looney-Tunes-Cartoon gezeigt, da dieser bereits 1962, aufgrund der Verletzung des Exklusivvertrags mit Warner Bros. (er hatte zusammen mit seiner Frau für UPA das Drehbuch für den Film Gay Purr-ee geschrieben) entlassen wurde. Auch waren in diesem Jahr die letzten klassischen Cartoons von Phil Monroe und Maurice Noble zu sehen, da die Animationsabteilung Warner Bros. Cartoons 1963 geschlossen wurde. Hawley Pratt führte bei Señorella and the Glass Huarache erstmals die alleinige Regie. Zudem erschienen mit Sam + Bunny – Hoch die Pfoten! sowie Hawaiian Aye Aye erstmals auch zwei Cartoons des in beiden Reihen seit langem tätigen Animators Gerry Chiniquy, der als Regisseur erst wieder 1980 zwei Merrie-Melodies-Cartoons mitverantworten sollte. Die Regisseure Gerry Chiniquy, Friz Freleng, Robert McKimson und Hawley Pratt waren bei beiden Reihen tätig.
| Nr. | Deutscher Titel                | Originaltitel                    | Kinopremiere (USA) | Bekannte Charaktere                                      | LT/MM | Regie                               | Anmerkungen |
| --- | ------------------------------ | -------------------------------- | ------------------ | -------------------------------------------------------- | ----- | ----------------------------------- | --- |
| 927 | Sam + Bunny – Hoch die Pfoten! | Dumb Patrol                      | 18. Jan. 1964 (C)  | Bugs Bunny, Yosemite Sam, Kurzauftritt: Schweinchen Dick | LT    | Gerry Chiniquy                      | Nicht zu verwechseln mit Dumb Patrol aus dem Jahr 1931; erste Regie von Gerry Chiniquy und einziger Bugs-Bunny- und Yosemite-Sam-Cartoon von Gerry Chiniquy; Letztauftritt von Yosemite Sam bis 1979.                            |
| ٴ· Deutschsprachige Veröffentlichung: als Sam + Bunny – Hoch die Pfoten! (Super 8, UFA, 1977); ohne dt. Titel bei Mein Name ist Hase (Fernsehserie, Folge 46). |                                |                                  |                    |                                                          |       |                                     | |
| 928 | –                              | A Message to Gracias             | 8. Feb. 1964       | Sylvester, Speedy Gonzales                               | LT    | Robert McKimson                     | |
| ٴ· Deutschsprachige Veröffentlichung: ohne dt. Titel bei Die schnellste Maus von Mexiko (Fernsehserie, Folge 15). |                                |                                  |                    |                                                          |       |                                     | |
| 929 | –                              | Bartholomew Versus the Wheel     | 29. Feb. 1964 (C)  | –                                                        | MM    | Robert McKimson                     | |
| ٴ· Deutschsprachige Veröffentlichung: ohne dt. Titel bei Mein Name ist Hase (Fernsehserie, Folge 39). |                                |                                  |                    |                                                          |       |                                     | |
| 930 | –                              | Freudy Cat                       | 14. Mär. 1964      | Sylvester, Hippety Hopper, Sylvester Jr.                 | LT    | Robert McKimson                     | Letzter Sylvester-Cartoon von Robert McKimson; Letztauftritt von Hippety Hopper und Sylvester Jr. |
| ٴ· Deutschsprachige Veröffentlichung: ohne dt. Titel bei Die schnellste Maus von Mexiko (Fernsehserie, Folge 11). |                                |                                  |                    |                                                          |       |                                     | |
| 931 | Dr. Teufel & Mr. Hase          | Dr. Devil and Mr. Hare           | 28. Mär. 1964 (C)  | Bugs Bunny, Taz                                          | MM    | Robert McKimson                     | Letztauftritt von Taz bis 1979. |
| ٴ· Deutschsprachige Veröffentlichung: als Dr. Teufel & Mr. Hase bei Warner Cartoons 1: Bugs Bunny (VHS, WB, 1989, 1990, 1993), Die Stars aus Space Jam – Tasmanischer Teufel (VHS, WB, 1997); ohne dt. Titel bei Mein Name ist Hase (Fernsehserie, Folge 77).              |                                |                                  |                    |                                                          |       |                                     | |
| 932 | –                              | Nuts and Volts                   | 25. Apr. 1964      | Sylvester, Speedy Gonzales                               | LT    | Friz Freleng                        | |
| ٴ· Deutschsprachige Veröffentlichung: ohne dt. Titel bei Die schnellste Maus von Mexiko (Fernsehserie, Folge 3). |                                |                                  |                    |                                                          |       |                                     | |
| 933 | Kalte Ente                     | The Iceman Ducketh               | 16. Mai 1964 (C)   | Bugs Bunny, Daffy Duck                                   | LT    | Phil Monroe Co-Regie: Maurice Noble | Letzte Regie von Phil Monroe bis 1980; einziger Bugs-Bunny-Cartoon von Phil Monroe bis 1980 und einziger Daffy-Duck-Cartoon von Phil Monroe.                                                                                     |
| ٴ· Deutschsprachige Veröffentlichung: als Kalte Ente bei Bugs & Daffy – Auf die Ente, fertig, los (VHS, WB, 1997), Bugs Bunny und Looney Tunes (Fernsehserie), Boomerangs Starparade (Fernsehserie, 2013); ohne dt. Titel bei Mein Name ist Hase (Fernsehserie, Folge 35). |                                |                                  |                    |                                                          |       |                                     | |
| 934 | –                              | War and Pieces                   | 6. Juni 1964 (C)   | Road Runner & Wile E. Coyote                             | LT    | Chuck Jones Co-Regie: Maurice Noble | Letzte Regie von Chuck Jones bis 1979; Letzte Co-Regie von Maurice Noble. |
| ٴ· Deutschsprachige Veröffentlichung: ohne dt. Titel bei Die schnellste Maus von Mexiko (Fernsehserie, Folge 22). |                                |                                  |                    |                                                          |       |                                     | |
| 935 | –                              | Hawaiian Aye Aye                 | 27. Juni 1964 (C)  | Sylvester & Tweety, Granny                               | MM    | Gerry Chiniquy                      | Letzte Regie von Gerry Chiniquy bis 1980; einziger Tweety-Cartoon von Gerry Chiniquy und einziger Sylvester-Cartoon von Gerry Chiniquy bis 1980; Letztauftritt von Tweety bis 1979.                                              |
| ٴ· Deutschsprachige Veröffentlichung: ohne dt. Titel bei Mein Name ist Hase (Fernsehserie, Folge 54). |                                |                                  |                    |                                                          |       |                                     | |
| 936 | Falscher Hase                  | False Hare                       | 18. Juli 1964 (C)  | Bugs Bunny, Böser Wolf, Kurzauftritt: Foghorn Leghorn    | LT    | Robert McKimson                     | Letzter Bugs-Bunny-Kino-Kurzfilm bis 1991; nicht zu verwechseln mit Falscher Hase aus dem Jahr 1945 (OT: Hare Tonic); letzter Bugs-Bunny-Cartoon von Robert McKimson; Letztauftritt von Bugs Bunny und Foghorn Leghorn bis 1979. |
| ٴ· Deutschsprachige Veröffentlichung: als Falscher Hase bei Bugs & Speedy – Appetit ohne Grenzen (VHS, WB, 1997), Bugs Bunny und Looney Tunes (Fernsehserie); ohne dt. Titel bei Mein Name ist Hase (Fernsehserie, Folge 6).                                               |                                |                                  |                    |                                                          |       |                                     | |
| 937 | –                              | Señorella and the Glass Huarache | 1. Aug. 1964       | –                                                        | LT    | Hawley Pratt                        | Einzige alleinige Regie von Hawley Pratt. |
| ٴ· Deutschsprachige Veröffentlichung: ohne dt. Titel bei Die schnellste Maus von Mexiko (Fernsehserie, Folge 10). |                                |                                  |                    |                                                          |       |                                     | |
| 938 | –                              | Pancho’s Hideaway                | 24. Okt. 1964      | Speedy Gonzales, Pancho Vanilla                          | LT    | Friz Freleng Co-Regie: Hawley Pratt | |
| ٴ· Deutschsprachige Veröffentlichung: ohne dt. Titel bei Die schnellste Maus von Mexiko (Fernsehserie, Folge 8). |                                |                                  |                    |                                                          |       |                                     | |
| 939 | –                              | Road to Andalay                  | 26. Dez. 1964      | Sylvester, Speedy Gonzales                               | MM    | Friz Freleng Co-Regie: Hawley Pratt | |
| ٴ· Deutschsprachige Veröffentlichung: ohne dt. Titel bei Die schnellste Maus von Mexiko (Fernsehserie, Folge 20). |                                |                                  |                    |                                                          |       |                                     | |

## 1965
1965 wurden 21 Cartoons veröffentlicht, davon sind 9 Teil der Looney-Tunes-Reihe und 12 Teil der Merrie-Melodies-Reihe, wobei die beiden Cartoons Zip Zip Hooray! und Road Runner a Go-Go, ebenso wie Einfälle und Reinfälle aus dem Jahr 1963, dem Cartoon Adventures of the Road-Runner entstammen, der als Pilotfilm einer nie produzierten Fernsehserie gedacht war. In diesem Jahr wurden hauptsächlich Cartoons mit den Figuren-Duos Daffy Duck und Speedy Gonzales sowie Road Runner und Wile E. Coyote gezeigt. Erstere stammen fast sämtlich von Robert McKimson. Letztere entstanden meist unter der Regie von Rudy Larriva, der bereits von 1939 bis 1943 für beide Reihen als Animator tätig war und mit Lauf, Roadrunner, lauf seine erste Regiearbeit im Franchise ablieferte. Ebenfalls neu in der Regie war Irv Spector, der mit dem Daffy-Duck- und Schweinchen-Dick-Cartoon Corn on the Cop allerdings nur ein einziges Mal als Regisseur in Erscheinung trat. Von Friz Freleng und Co-Regisseur Hawley Pratt waren nur noch drei klassische Cartoons zu sehen, da sie, nach der Schließung der Animationsabteilung Warner Bros. Cartoons im Jahr 1963, das Unternehmen verließen. Bis auf Irv Spector waren alle Regieführenden (Chuck Jones (Adventures of the Road-Runner), Friz Freleng, Robert McKimson, Rudy Larriva und Hawley Pratt) bei beiden Reihen tätig.
| Nr. | Deutscher Titel        | Originaltitel                              | Kinopremiere (USA) | Bekannte Charaktere                                      | LT/MM | Regie                               | Anmerkungen |
| --- | ---------------------- | ------------------------------------------ | ------------------ | -------------------------------------------------------- | ----- | ----------------------------------- | --- |
| N/A | –                      | Zip Zip Hooray!                            | 1. Jan. 1965       | Road Runner & Wile E. Coyote                             | LT    | Chuck Jones                         | Teil des Pilotfilms Adventures of the Road-Runner. |
| 940 | –                      | It’s Nice to Have a Mouse Around the House | 16. Jan. 1965      | Daffy Duck, Speedy Gonzales, Sylvester, Granny           | LT    | Friz Freleng Co-Regie: Hawley Pratt | Letzter Daffy-Duck-Cartoon von Friz Freleng bis 1980; erster gemeinsamer Auftritt von Daffy Duck und Speedy Gonzales. |
| ٴ· Deutschsprachige Veröffentlichung: ohne dt. Titel bei Die schnellste Maus von Mexiko (Fernsehserie, Folge 9). |                        |                                            |                    |                                                          |       |                                     | |
| 941 | Katzenjammer           | Cats and Bruises                           | 30. Jan. 1965 (C)  | Sylvester, Speedy Gonzales                               | MM    | Friz Freleng Co-Regie: Hawley Pratt | Enthält veränderte Szenen aus Speedy Gonzales – ’kenntu Parmesano? (OT: Here Today, Gone Tamale, 1959), Der Rattenfänger von Guadeloupe (OT: The Pied Piper of Guadalupe, 1961), Schlafende Hunde soll man nicht wecken (OT: Ain’t She Tweet, 1952), Sylvester – Abenteuer in Venedig (OT: A Pizza Tweety-Pie, 1958) und Verkleidungskünstler (OT: Canary Row, 1950). |
| ٴ· Deutschsprachige Veröffentlichung: als Katzenjammer bei Bugs Bunnys Video Show 5 (VHS, WB, 1984), Warner Cartoons 7: Speedy Gonzales (VHS, WB, 1989, 1990, 1993, 1996); ohne dt. Titel bei Die schnellste Maus von Mexiko (Fernsehserie, Folge 17). |                        |                                            |                    |                                                          |       |                                     | |
| N/A | –                      | Road Runner a Go-Go                        | 1. Feb. 1965       | Road Runner & Wile E. Coyote                             | MM    | Chuck Jones                         | Teil des Pilotfilms Adventures of the Road-Runner. |
| 942 | Das grosse Rennen      | The Wild Chase                             | 27. Feb. 1965      | Sylvester, Speedy Gonzales, Road Runner & Wile E. Coyote | MM    | Friz Freleng Co-Regie: Hawley Pratt | Nicht zu verwechseln mit Das große Rennen aus dem Jahr 1939 (OT: Porky and Teabiscuit) oder Das große Rennen aus dem Jahr 1943 (OT: Tortoise Wins by a Hare); enthält Ausschnitte aus Völlig durchgedreht (OT: Zoom and Bored, 1957), Wild About Hurry (1959) und Hopalong Casualty (1960); letzte Regie von Friz Freleng bis 1979 sowie einziger Road-Runner- und Wile-E.-Coyote-Cartoon von Friz Freleng; letzte Co-Regie von Hawley Pratt; einziger gemeinsamer Auftritt von Sylvester und Speedy Gonzales mit Road Runner und Wile E. Coyote. |
| ٴ· Deutschsprachige Veröffentlichung: als Das grosse Rennen bei Bugs Bunny und Looney Tunes (Fernsehserie); als Das Große Rennen bei Bugs & Speedy – Appetit ohne Grenzen (VHS, WB, 1997); ohne dt. Titel bei Die schnellste Maus von Mexiko (Fernsehserie, Folge 14). |                        |                                            |                    |                                                          |       |                                     | |
| 943 | –                      | Moby Duck                                  | 27. Mär. 1965      | Daffy Duck, Speedy Gonzales                              | LT    | Robert McKimson                     | Semi-Remake von Der Dosenkrieg (OT: Canned Feud, 1951) und Rabbitson Crusoe (1956). |
| ٴ· Deutschsprachige Veröffentlichung: ohne dt. Titel bei Die schnellste Maus von Mexiko (Fernsehserie, Folge 22). |                        |                                            |                    |                                                          |       |                                     | |
| 944 | Eiliges Kanonenrohr    | Assault and Peppered                       | 24. Apr. 1965      | Daffy Duck, Speedy Gonzales                              | MM    | Robert McKimson                     | dt. Alternativtitel: Heiliges Kanonenrohr |
| ٴ· Deutschsprachige Veröffentlichung: als Eiliges Kanonenrohr bei Bugs Bunny und Looney Tunes (Fernsehserie), Boomerangs Starparade (Fernsehserie, 2013); als El Rancho Rio Daffy bei Daffy Duck 2 (VHS, WB, 1993); als Eiliges Kanonen-Rohr bei Bugs & Speedy – Appetit ohne Grenzen (VHS, WB, 1997); ohne dt. Titel bei Die schnellste Maus von Mexiko (Fernsehserie, Folge 8). |                        |                                            |                    |                                                          |       |                                     | |
| 945 | –                      | Well Worn Daffy                            | 22. Mai 1965 (C)   | Daffy Duck, Speedy Gonzales                              | LT    | Robert McKimson                     | |
| ٴ· Deutschsprachige Veröffentlichung: ohne dt. Titel bei Die schnellste Maus von Mexiko (Fernsehserie, Folge 20). |                        |                                            |                    |                                                          |       |                                     | |
| 946 | Die Entenjagd          | Suppressed Duck                            | 26. Juni 1965      | Daffy Duck                                               | LT    | Robert McKimson                     | |
| ٴ· Deutschsprachige Veröffentlichung: als Die Entenjagd bei Bugs & Daffy – Auf die Ente, fertig, los (VHS, WB, 1997); ohne dt. Titel bei Die schnellste Maus von Mexiko (Fernsehserie, Folge 7). |                        |                                            |                    |                                                          |       |                                     | |
| 947 | –                      | Corn on the Cop                            | 24. Juli 1965      | Schweinchen Dick, Daffy Duck, Granny                     | MM    | Irv Spector                         | Einzige Regie von Irv Spector; Letztauftritt von Granny bis 1995. |
| 948 | –                      | Rushing Roulette                           | 31. Juli 1965 (C)  | Road Runner & Wile E. Coyote                             | MM    | Robert McKimson                     | Erster von zwei Road-Runner- und Wile-E.-Coyote-Cartoons von Robert McKimson. |
| ٴ· Deutschsprachige Veröffentlichung: ohne dt. Titel bei Die schnellste Maus von Mexiko (Fernsehserie, Folge 4). |                        |                                            |                    |                                                          |       |                                     | |
| 949 | Lauf, Roadrunner, lauf | Run, Run, Sweet Road Runner                | 21. Aug. 1965      | Road Runner & Wile E. Coyote                             | MM    | Rudy Larriva                        | Erste Regie von Rudy Larriva. |
| ٴ· Deutschsprachige Veröffentlichung: als Lauf, Roadrunner, lauf bei Bugs & Roadrunner – Ein rasender Hase (VHS, WB, 1997); ohne dt. Titel bei Die schnellste Maus von Mexiko (Fernsehserie, Folge 5). |                        |                                            |                    |                                                          |       |                                     | |
| 950 | –                      | Tease for Two                              | 28. Aug. 1965 (C)  | Daffy Duck, Goofy Gophers                                | LT    | Robert McKimson                     | Letztauftritt der Goofy Gophers. |
| ٴ· Deutschsprachige Veröffentlichung: ohne dt. Titel bei Mein Name ist Hase (Fernsehserie, Folge 79), Die schnellste Maus von Mexiko (Fernsehserie). |                        |                                            |                    |                                                          |       |                                     | |
| 951 | –                      | Tired and Feathered                        | 18. Sep. 1965      | Road Runner & Wile E. Coyote                             | LT    | Rudy Larriva                        | |
| ٴ· Deutschsprachige Veröffentlichung: ohne dt. Titel bei Die schnellste Maus von Mexiko (Fernsehserie, Folge 15). |                        |                                            |                    |                                                          |       |                                     | |
| 952 | –                      | Boulder Wham!                              | 9. Okt. 1965       | Road Runner & Wile E. Coyote                             | MM    | Rudy Larriva                        | |
| ٴ· Deutschsprachige Veröffentlichung: ohne dt. Titel bei Die schnellste Maus von Mexiko (Fernsehserie, Folge 10). |                        |                                            |                    |                                                          |       |                                     | |
| 953 | –                      | Chili Corn Corny                           | 23. Okt. 1965      | Daffy Duck, Speedy Gonzales                              | LT    | Robert McKimson                     | |
| ٴ· Deutschsprachige Veröffentlichung: ohne dt. Titel bei Die schnellste Maus von Mexiko (Fernsehserie, Folge 22). |                        |                                            |                    |                                                          |       |                                     | |
| 954 | –                      | Just Plane Beep                            | 30. Okt. 1965      | Road Runner & Wile E. Coyote                             | MM    | Rudy Larriva                        | |
| ٴ· Deutschsprachige Veröffentlichung: ohne dt. Titel bei Die schnellste Maus von Mexiko (Fernsehserie, Folgen 10 und 12, je eine Szene) |                        |                                            |                    |                                                          |       |                                     | |
| 955 | –                      | Hairied and Hurried                        | 13. Nov. 1965      | Road Runner & Wile E. Coyote                             | MM    | Rudy Larriva                        | |
| ٴ· Deutschsprachige Veröffentlichung: ohne dt. Titel bei Die schnellste Maus von Mexiko (Fernsehserie, Folge 13). |                        |                                            |                    |                                                          |       |                                     | |
| 956 | –                      | Go Go Amigo                                | 20. Nov. 1965      | Daffy Duck, Speedy Gonzales                              | MM    | Robert McKimson                     | mit Realszene |
| ٴ· Deutschsprachige Veröffentlichung: ohne dt. Titel bei Die schnellste Maus von Mexiko (Fernsehserie, Folge 4). |                        |                                            |                    |                                                          |       |                                     | |
| 957 | Wer rastet, der rostet | Highway Runnery                            | 11. Dez. 1965      | Road Runner & Wile E. Coyote                             | LT    | Rudy Larriva                        | |
| ٴ· Deutschsprachige Veröffentlichung: als Wer rastet, der rostet bei Bugs & Roadrunner – Ein rasender Hase (VHS, WB, 1997), Bugs Bunny und Looney Tunes (Fernsehserie), Boomerangs Starparade (Fernsehserie, 2013); ohne dt. Titel bei Die schnellste Maus von Mexiko (Fernsehserie, Folge 8).                                                                                    |                        |                                            |                    |                                                          |       |                                     | |
| 958 | –                      | Chaser on the Rocks                        | 25. Dez. 1965      | Road Runner & Wile E. Coyote                             | MM    | Rudy Larriva                        | |
| ٴ· Deutschsprachige Veröffentlichung: ohne dt. Titel bei Die schnellste Maus von Mexiko (Fernsehserie, Folge 11). |                        |                                            |                    |                                                          |       |                                     | |

## 1966
1966 wurden 15 Cartoons veröffentlicht, davon sind 9 Teil der Looney-Tunes-Reihe und 6 Teil der Merrie-Melodies-Reihe. In diesem Jahr wurden ausschließlich Cartoons der Figuren-Duos Daffy Duck und Speedy Gonzales sowie Road Runner und Wile E. Coyote gezeigt, wobei letzteres Duo sowie auch Schweinchen Dick und Sylvester, die jeweils einen Kurzauftritt hatten, das letzte Mal in der klassischen Looney-Tunes- und Merrie-Melodies-Cartoon-Ära (1929–1969) zu sehen war. Die Cartoons des ersteren Figuren-Paars stammen allesamt von Robert McKimson, die des letzteren fast vollständig von Rudy Larriva. Beide Regisseure waren bei beiden Reihen tätig.
| Nr. | Deutscher Titel                       | Originaltitel         | Kinopremiere (USA) | Bekannte Charaktere                                                                     | LT/MM | Regie           | Anmerkungen |
| --- | ------------------------------------- | --------------------- | ------------------ | --------------------------------------------------------------------------------------- | ----- | --------------- | --- |
| 959 | Die Weltraumente                      | The Astroduck         | 1. Jan. 1966       | Daffy Duck, Speedy Gonzales                                                             | LT    | Robert McKimson | |
| ٴ· Deutschsprachige Veröffentlichung: als Die Weltraumente bei Bugs Bunnys Video Show 3 (VHS, WB, 1984), Warner Cartoons 7: Speedy Gonzales (VHS, WB, 1989, 1990, 1993, 1996) (unzutreffender eingeblendeter Titel: Die Weltraumenten); als Weltraumente bei 50 Jahre Daffy Duck (VHS, WB, 1988); ohne dt. Titel bei Die schnellste Maus von Mexiko (Fernsehserie, Folge 19). |                                       |                       |                    |                                                                                         |       |                 | |
| 960 | –                                     | Shot and Bothered     | 8. Jan. 1966       | Road Runner & Wile E. Coyote                                                            | LT    | Rudy Larriva    | |
| ٴ· Deutschsprachige Veröffentlichung: ohne dt. Titel bei Die schnellste Maus von Mexiko (Fernsehserie, Folge 5). |                                       |                       |                    |                                                                                         |       |                 | |
| 961 | –                                     | Out and Out Rout      | 29. Jan. 1966 (C)  | Road Runner & Wile E. Coyote                                                            | MM    | Rudy Larriva    | |
| ٴ· Deutschsprachige Veröffentlichung: ohne dt. Titel bei Die schnellste Maus von Mexiko (Fernsehserie, Folge 14). |                                       |                       |                    |                                                                                         |       |                 | |
| 962 | Von klugen Mäusen und dämlichen Enten | Mucho Locos           | 5. Feb. 1966       | Daffy Duck, Speedy Gonzales, Kurzauftritt: Schweinchen Dick, Jose & Manuel (als Katzen) | MM    | Robert McKimson | Kompilationsfilm, der Ausschnitte aus Robin Hood Daffy (1958), Tortilla Flaps (1958), Dorlock Holmes und Mister Watkins (OT: Deduce, You Say, 1956), Siesta Mexikana (OT: Mexicali Shmoes, 1959) und China Jones (1959) enthält; Letztauftritt von Schweinchen Dick bis 1979; Letztauftritt von Jose und Manuel. |
| ٴ· Deutschsprachige Veröffentlichung: ohne dt. Titel bei Die schnellste Maus von Mexiko (Fernsehserie, Folge 1). |                                       |                       |                    |                                                                                         |       |                 | |
| 963 | –                                     | The Solid Tin Coyote  | 19. Feb. 1966      | Road Runner & Wile E. Coyote                                                            | LT    | Rudy Larriva    | |
| ٴ· Deutschsprachige Veröffentlichung: ohne dt. Titel bei Die schnellste Maus von Mexiko (Fernsehserie, Folge 3). |                                       |                       |                    |                                                                                         |       |                 | |
| 964 | –                                     | Mexican Mousepiece    | 26. Feb. 1966      | Daffy Duck, Speedy Gonzales                                                             | MM    | Robert McKimson | |
| ٴ· Deutschsprachige Veröffentlichung: ohne dt. Titel bei Die schnellste Maus von Mexiko (Fernsehserie, Folge 21). |                                       |                       |                    |                                                                                         |       |                 | |
| 965 | –                                     | Clippety Clobbered    | 12. Mär. 1966      | Road Runner & Wile E. Coyote                                                            | LT    | Rudy Larriva    | Letzter Road-Runner- und Wile-E.-Coyote-Cartoon von Rudy Larriva. |
| ٴ· Deutschsprachige Veröffentlichung: ohne dt. Titel bei Die schnellste Maus von Mexiko (Fernsehserie, Folge 3). |                                       |                       |                    |                                                                                         |       |                 | |
| 966 | Daffys Auftrag                        | Daffy Rents           | 26. Mär. 1966      | Daffy Duck, Speedy Gonzales                                                             | LT    | Robert McKimson | |
| ٴ· Deutschsprachige Veröffentlichung: als Daffys Auftrag bei Bugs Bunnys Video Show 12 (VHS, WB, 1984), 50 Jahre Daffy Duck (VHS, WB, 1988), Warner Cartoons 7: Speedy Gonzales (VHS, WB, 1989, 1990, 1993); ohne dt. Titel bei Die schnellste Maus von Mexiko (Fernsehserie, Folge 3).                                                                                       |                                       |                       |                    |                                                                                         |       |                 | |
| 967 | Das Hexenhaus                         | A-Haunting We Will Go | 16. Apr. 1966      | Daffy Duck, Speedy Gonzales, Witch Hazel                                                | LT    | Robert McKimson | Letztauftritt von Witch Hazel. |
| ٴ· Deutschsprachige Veröffentlichung: als Das Hexenhaus bei Daffy Duck 2 (VHS, WB, 1993); ohne dt. Titel bei Die schnellste Maus von Mexiko (Fernsehserie, Folge 5). |                                       |                       |                    |                                                                                         |       |                 | |
| 968 | –                                     | Snow Excuse           | 21. Mai 1966       | Daffy Duck, Speedy Gonzales                                                             | MM    | Robert McKimson | |
| ٴ· Deutschsprachige Veröffentlichung: ohne dt. Titel bei Die schnellste Maus von Mexiko (Fernsehserie, Folge 13). |                                       |                       |                    |                                                                                         |       |                 | |
| 969 | Daffy Duck: „Ente“ gut – alles gut    | A Squeak in the Deep  | 19. Juli 1966      | Daffy Duck, Speedy Gonzales                                                             | LT    | Robert McKimson | |
| ٴ· Deutschsprachige Veröffentlichung: als Daffy Duck: „Ente“ gut – alles gut (Super 8, UFA, 1977); ohne dt. Titel bei Die schnellste Maus von Mexiko (Fernsehserie, Folge 7). |                                       |                       |                    |                                                                                         |       |                 | |
| 970 | –                                     | Feather Finger        | 20. Aug. 1966      | Daffy Duck, Speedy Gonzales                                                             | MM    | Robert McKimson | |
| ٴ· Deutschsprachige Veröffentlichung: ohne dt. Titel bei Die schnellste Maus von Mexiko (Fernsehserie, Folge 15). |                                       |                       |                    |                                                                                         |       |                 | |
| 971 | –                                     | Swing Ding Amigo      | 17. Sep. 1966      | Daffy Duck, Speedy Gonzales                                                             | LT    | Robert McKimson | |
| ٴ· Deutschsprachige Veröffentlichung: ohne dt. Titel bei Die schnellste Maus von Mexiko (Fernsehserie, Folge 17). |                                       |                       |                    |                                                                                         |       |                 | |
| 972 | –                                     | Sugar and Spies       | 5. Nov. 1966 (C)   | Road Runner & Wile E. Coyote                                                            | LT    | Robert McKimson | Zweiter von zwei Road-Runner- und Wile-E.-Coyote-Cartoons von Robert McKimson; Letztauftritt von Road Runner und Wile E. Coyote bis 1979. |
| ٴ· Deutschsprachige Veröffentlichung: ohne dt. Titel bei Die schnellste Maus von Mexiko (Fernsehserie, Folge 8). |                                       |                       |                    |                                                                                         |       |                 | |
| 973 | –                                     | A Taste of Catnip     | 3. Dez. 1966       | Daffy Duck, Speedy Gonzales, Kurzauftritt: Sylvester                                    | MM    | Robert McKimson | Letztauftritt von Sylvester bis 1979. |
| ٴ· Deutschsprachige Veröffentlichung: ohne dt. Titel bei Die schnellste Maus von Mexiko (Fernsehserie, Folge 11). |                                       |                       |                    |                                                                                         |       |                 | |

## 1967
1967 wurden 10 Cartoons veröffentlicht, davon sind 5 Teil der Looney-Tunes-Reihe und 5 Teil der Merrie-Melodies-Reihe. Fast alle Cartoons zeigen das Duo Daffy Duck und Speedy Gonzales. Als neue Figuren-Paare wurden Cool Cat und Colonel Rimfire sowie Merlin the Magic Mouse und Second Banana vorgestellt, deren Kreateur, Alex Lovy, in diesem Jahr mit Speedy Ghost to Town sein Regiedebüt im Franchise hatte. Rudy Larriva dagegen, verließ das Unternehmen. Beide Regisseure waren bei beiden Reihen tätig. Robert McKimson verantwortete nur einen einzigen Cartoon.
| Nr. | Deutscher Titel             | Originaltitel          | Kinopremiere (USA) | Bekannte Charaktere                                | LT/MM | Regie           | Anmerkungen |
| --- | --------------------------- | ---------------------- | ------------------ | -------------------------------------------------- | ----- | --------------- | --- |
| 974 | –                           | Daffy’s Diner          | 21. Jan. 1967      | Daffy Duck, Speedy Gonzales                        | MM    | Robert McKimson | Letzter Daffy-Duck- und Speedy-Gonzales-Cartoon von Robert McKimson.                                                                               |
| ٴ· Deutschsprachige Veröffentlichung: ohne dt. Titel bei Die schnellste Maus von Mexiko (Fernsehserie, Folge 19). |                             |                        |                    |                                                    |       |                 | |
| 975 | Waldmannsheil               | Quacker Tracker        | 29. Apr. 1967 (C)  | Daffy Duck, Speedy Gonzales                        | LT    | Rudy Larriva    | Nicht zu verwechseln mit Waidmanns Heil aus dem Jahr 1952 (OT: Rabbit Seasoning); erster Daffy-Duck- und Speedy-Gonzales-Cartoon von Rudy Larriva. |
| ٴ· Deutschsprachige Veröffentlichung: als Waldmannsheil bei Bugs Bunnys Video Show 2 (VHS, WB, 1984), Warner Cartoons 7: Speedy Gonzales (VHS, WB, 1989, 1990, 1993, 1996); als Waidmannsheil bei 50 Jahre Daffy Duck (VHS, WB, 1988); ohne dt. Titel bei Die schnellste Maus von Mexiko (Fernsehserie, Folge 2). |                             |                        |                    |                                                    |       |                 | |
| 976 | –                           | The Music Mice-Tro     | 27. Mai 1967       | Daffy Duck, Speedy Gonzales                        | MM    | Rudy Larriva    | |
| ٴ· Deutschsprachige Veröffentlichung: ohne dt. Titel bei Die schnellste Maus von Mexiko (Fernsehserie, Folge 18). |                             |                        |                    |                                                    |       |                 | |
| 977 | –                           | The Spy Swatter        | 24. Juni 1967 (C)  | Daffy Duck, Speedy Gonzales, Kurzauftritt: Sam Cat | LT    | Rudy Larriva    | Letzte Regie von Rudy Larriva. |
| ٴ· Deutschsprachige Veröffentlichung: ohne dt. Titel bei Die schnellste Maus von Mexiko (Fernsehserie, Folge 12). |                             |                        |                    |                                                    |       |                 | |
| 978 | –                           | Speedy Ghost to Town   | 29. Juli 1967      | Daffy Duck, Speedy Gonzales                        | MM    | Alex Lovy       | Erste Regie von Alex Lovy. |
| ٴ· Deutschsprachige Veröffentlichung: ohne dt. Titel bei Die schnellste Maus von Mexiko (Fernsehserie, Folge 4). |                             |                        |                    |                                                    |       |                 | |
| 979 | Daffy, der verhinderte Star | Rodent to Stardom      | 23. Sep. 1967 (C)  | Daffy Duck, Speedy Gonzales                        | LT    | Alex Lovy       | |
| ٴ· Deutschsprachige Veröffentlichung: ohne dt. Titel bei Die schnellste Maus von Mexiko (Fernsehserie, Folge 1). |                             |                        |                    |                                                    |       |                 | |
| 980 | –                           | Go Away Stowaway       | 30. Sep. 1967      | Daffy Duck, Speedy Gonzales                        | MM    | Alex Lovy       | |
| ٴ· Deutschsprachige Veröffentlichung: ohne dt. Titel bei Die schnellste Maus von Mexiko (Fernsehserie, Folge 14). |                             |                        |                    |                                                    |       |                 | |
| 981 | –                           | Cool Cat               | 14. Okt. 1967      | Cool Cat, Colonel Rimfire                          | LT    | Alex Lovy       | Erstauftritt von Cool Cat und Colonel Rimfire. |
| ٴ· Deutschsprachige Veröffentlichung: ohne dt. Titel bei Die schnellste Maus von Mexiko (Fernsehserie, Folge 21). |                             |                        |                    |                                                    |       |                 | |
| 982 | –                           | Merlin the Magic Mouse | 18. Nov. 1967      | Merlin the Magic Mouse, Second Banana, Sam Cat     | MM    | Alex Lovy       | Erstauftritt von Merlin the Magic Mouse und Second Banana; Letztauftritt von Sam Cat.                                                              |
| ٴ· Deutschsprachige Veröffentlichung: ohne dt. Titel bei Die schnellste Maus von Mexiko (Fernsehserie) |                             |                        |                    |                                                    |       |                 | |
| 983 | Fiesta Fiasco               | Fiesta Fiasco          | 9. Dez. 1967       | Daffy Duck, Speedy Gonzales                        | LT    | Alex Lovy       | |
| ٴ· Deutschsprachige Veröffentlichung: als Fiesta Fiasco bei Daffy Duck 2 (VHS, WB, 1993); ohne dt. Titel bei Die schnellste Maus von Mexiko (Fernsehserie, Folge 16). |                             |                        |                    |                                                    |       |                 | |

## 1968
1968 wurden 11 Cartoons veröffentlicht, davon sind 7 Teil der Looney-Tunes-Reihe, 3 Teil der Merrie-Melodies-Reihe und einer (Norman Normal) ist keiner der beiden Reihen zugehörig. In diesem Jahr verschwanden mit Daffy Duck und Speedy Gonzales auch die letzten beiden berühmten Figuren aus dem Star-Ensemble der klassischen Looney-Tunes- und Merrie-Melodies-Cartoon-Ära (1929–1969). Auch Alex Lovy, der fast alle Cartoons verantwortete, legte die Arbeit nieder und verließ das Projekt. Von Robert McKimson erschien nur ein einziger Cartoon mit dem neu kreierten Leinwandpaar Bunny und Claude, deren Erfolg jedoch nur noch für einen weiteren Kurzfilm ausreichte.
| Nr. | Deutscher Titel | Originaltitel                            | Kinopremiere (USA) | Bekannte Charaktere                   | LT/MM | Regie           | Anmerkungen |
| --- | --------------- | ---------------------------------------- | ------------------ | ------------------------------------- | ----- | --------------- | --- |
| 984 | –               | Hocus Pocus Powwow                       | 13. Jan. 1968 (C)  | Merlin the Magic Mouse, Second Banana | LT    | Alex Lovy       | |
| ٴ· Deutschsprachige Veröffentlichung: ohne dt. Titel bei Die schnellste Maus von Mexiko (Fernsehserie)            |                 |                                          |                    |                                       |       |                 | |
| 985 | –               | Norman Normal                            | 3. Feb. 1968       | –                                     | N/A   | Alex Lovy       | Cartoon Special: weder ein Looney-Tunes-Cartoon noch ein Merrie-Melodies-Cartoon.                                                                 |
| 986 | –               | Big Game Haunt                           | 10. Feb. 1968 (C)  | Cool Cat, Colonel Rimfire             | MM    | Alex Lovy       | |
| ٴ· Deutschsprachige Veröffentlichung: ohne dt. Titel bei Die schnellste Maus von Mexiko (Fernsehserie, Folge 5).  |                 |                                          |                    |                                       |       |                 | |
| 987 | –               | Skyscraper Caper                         | 9. Mär. 1968 (C)   | Daffy Duck, Speedy Gonzales           | LT    | Alex Lovy       | |
| ٴ· Deutschsprachige Veröffentlichung: ohne dt. Titel bei Die schnellste Maus von Mexiko (Fernsehserie, Folge 12). |                 |                                          |                    |                                       |       |                 | |
| 988 | –               | Hippydrome Tiger                         | 30. Mär. 1968 (C)  | Cool Cat, Colonel Rimfire             | LT    | Alex Lovy       | |
| ٴ· Deutschsprachige Veröffentlichung: ohne dt. Titel bei Die schnellste Maus von Mexiko (Fernsehserie, Folge 14). |                 |                                          |                    |                                       |       |                 | |
| 989 | –               | Feud with a Dude                         | 25. Mai 1968       | Merlin the Magic Mouse, Second Banana | MM    | Alex Lovy       | |
| 990 | –               | See Ya Later Gladiator                   | 29. Juni 1968      | Daffy Duck, Speedy Gonzales, Nero     | LT    | Alex Lovy       | Letzter Daffy-Duck- und Speedy-Gonzales-Cartoon von Alex Lovy; Letztauftritt von Speedy Gonzales bis 1979; Letztauftritt von Daffy Duck bis 1980. |
| ٴ· Deutschsprachige Veröffentlichung: ohne dt. Titel bei Die schnellste Maus von Mexiko (Fernsehserie, Folge 6).  |                 |                                          |                    |                                       |       |                 | |
| 991 | –               | 3 Ring Wing-Ding                         | 24. Aug. 1968      | Cool Cat, Colonel Rimfire             | LT    | Alex Lovy       | Letztauftritt von Colonel Rimfire. |
| ٴ· Deutschsprachige Veröffentlichung: ohne dt. Titel bei Die schnellste Maus von Mexiko (Fernsehserie, Folge 16). |                 |                                          |                    |                                       |       |                 | |
| 992 | –               | Flying Circus                            | 14. Sep. 1968      | –                                     | LT    | Alex Lovy       | Mit Realszenen. |
| 993 | –               | Chimp & Zee                              | 12. Okt. 1968      | –                                     | MM    | Alex Lovy       | Letzte Regie von Alex Lovy. |
| ٴ· Deutschsprachige Veröffentlichung: ohne dt. Titel bei Die schnellste Maus von Mexiko (Fernsehserie)            |                 |                                          |                    |                                       |       |                 | |
| 994 | –               | Bunny and Claude (We Rob Carrot Patches) | 9. Nov. 1968       | Bunny & Claude                        | LT    | Robert McKimson | Erstauftritt von Bunny und Claude. |
| ٴ· Deutschsprachige Veröffentlichung: ohne dt. Titel bei Die schnellste Maus von Mexiko (Fernsehserie, Folge 20). |                 |                                          |                    |                                       |       |                 | |

## 1969
1969 wurden die letzten 6 Cartoons der klassischen Looney-Tunes- und Merrie-Melodies-Cartoon-Ära (1929–1969) veröffentlicht, davon sind 3 Teil der Looney-Tunes-Reihe und 3 Teil der Merrie-Melodies-Reihe. Sie alle stammen von Robert McKimson. Weitere Looney-Tunes- und Merrie-Melodies-Kurzfilme sollten erst wieder ab 1979 erscheinen.
| Nr. | Deutscher Titel | Originaltitel                  | Kinopremiere (USA) | Bekannte Charaktere                   | LT/MM | Regie           | Anmerkungen |
| --- | --------------- | ------------------------------ | ------------------ | ------------------------------------- | ----- | --------------- | --- |
| 995 | –               | The Great Carrot-Train Robbery | 25. Jan. 1969 (C)  | Bunny & Claude                        | MM    | Robert McKimson | Letztauftritt von Bunny und Claude. |
| ٴ· Deutschsprachige Veröffentlichung: ohne dt. Titel bei Die schnellste Maus von Mexiko (Fernsehserie, Folge 22).                                    |                 |                                |                    |                                       |       |                 | |
| 996 | –               | Fistic Mystic                  | 29. Mär. 1969      | Merlin the Magic Mouse, Second Banana | LT    | Robert McKimson | |
| ٴ· Deutschsprachige Veröffentlichung: ohne dt. Titel bei Die schnellste Maus von Mexiko (Fernsehserie)                                               |                 |                                |                    |                                       |       |                 | |
| 997 | –               | Rabbit Stew and Rabbits Too!   | 7. Juni 1969 (C)   | –                                     | LT    | Robert McKimson | |
| ٴ· Deutschsprachige Veröffentlichung: ohne dt. Titel bei Mein Name ist Hase (Fernsehserie, Folge 20), Die schnellste Maus von Mexiko (Fernsehserie). |                 |                                |                    |                                       |       |                 | |
| 998 | –               | Shamrock and Roll              | 28. Juni 1969 (C)  | Merlin the Magic Mouse, Second Banana | MM    | Robert McKimson | Letztauftritt von Merlin the Magic Mouse und Second Banana. |
| ٴ· Deutschsprachige Veröffentlichung: ohne dt. Titel bei Die schnellste Maus von Mexiko (Fernsehserie)                                               |                 |                                |                    |                                       |       |                 | |
| 999 | –               | Bugged by a Bee                | 26. Juli 1969      | Cool Cat                              | LT    | Robert McKimson | |
| ٴ· Deutschsprachige Veröffentlichung: ohne dt. Titel bei Die schnellste Maus von Mexiko (Fernsehserie)                                               |                 |                                |                    |                                       |       |                 | |
| 1000 | –               | Injun Trouble                  | 20. Sep. 1969      | Cool Cat                              | MM    | Robert McKimson | Letzter Looney-Tunes/Merrie-Melodies-Cartoon bis 1979; nicht zu verwechseln mit Injun Trouble aus dem Jahr 1938; letzte Regie von Robert McKimson; Letztauftritt von Cool Cat. |
| ٴ· Deutschsprachige Veröffentlichung: ohne dt. Titel bei Die schnellste Maus von Mexiko (Fernsehserie, Folge 15).                                    |                 |                                |                    |                                       |       |                 | |